# Добри дол (област Пловдив)
 Тази статия е за селото в Област Пловдив.  За другите български села с това име вижте Добри дол.  
Добри дол е село в Южна България. То се намира в община Първомай, област Пловдив.

## География
Добри дол се намира на 15 км североизточно от Първомай.